# Oldcastle
Oldcastle (An Seanchaisleán en irlandais) est une ville du comté de Meath en république d'Irlande.
Sa population est de 1 383 habitants en 2016.
Elle est située au nord-ouest du comté de Meath, près du comté de Cavan. Elle se situe à environ 21 kilomètres de la ville de Kells.

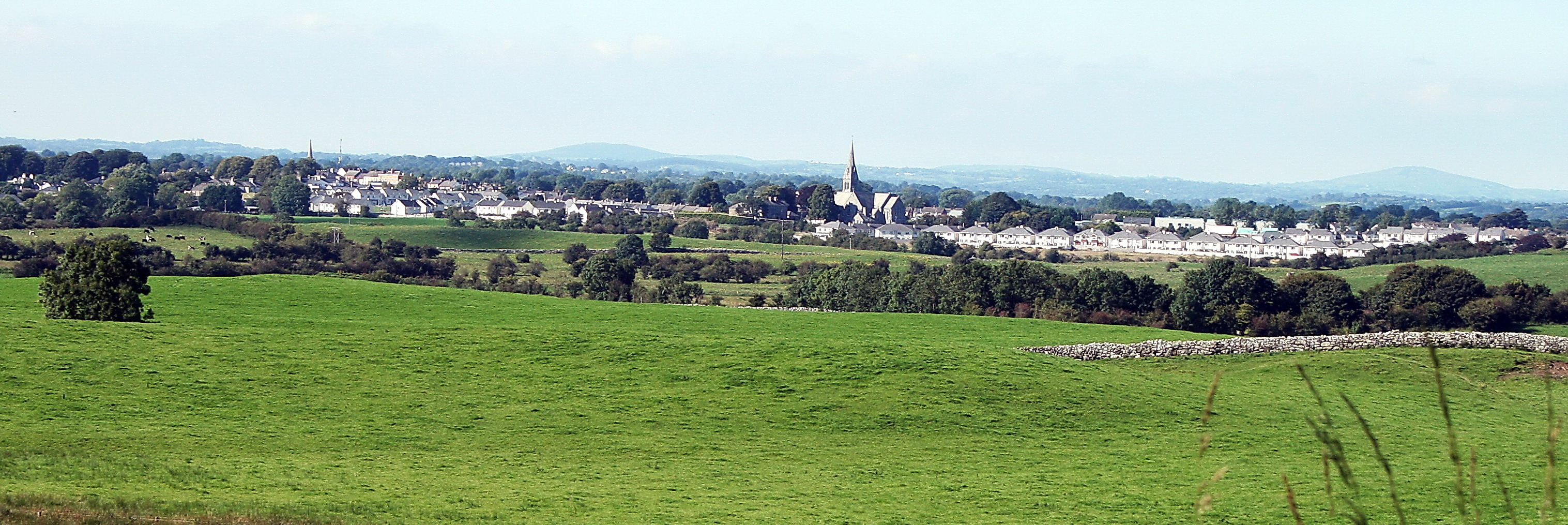
Vue de la ville.

## Jumelages
Tecumseh (Ontario), Canada.

## Personnalités locales
- Ray Kelly, chanteur catholique romain[3] ;
- Alicia Adélaide Needham (1863–1945), compositeur ;
- Thomas Nulty (1818–1898), évêque ;
- Richard Ridgeway, décoré de la Victoria Cross.